# 欧蒂尚
欧蒂尚（法語：Autichamp，法語發音：[otiʃɑ̃]）是法国德龙省的一个市镇，位于该省中部，属于迪镇区。

## 地理
欧蒂尚（44°40'54"N, 4°57'55"E）面积6.25 平方千米，位于法国奥弗涅-罗讷-阿尔卑斯大区德龙省，该省份为法国东南部内陆省份，北起顺时针与伊泽尔省、上阿尔卑斯省、上普罗旺斯阿尔卑斯省、沃克吕兹省和阿尔代什省接壤。
与欧蒂尚接壤的市镇（或旧市镇、城区）包括：拉雷帕拉-欧里普勒、沙布里扬、迪瓦热、拉罗什叙格拉讷。

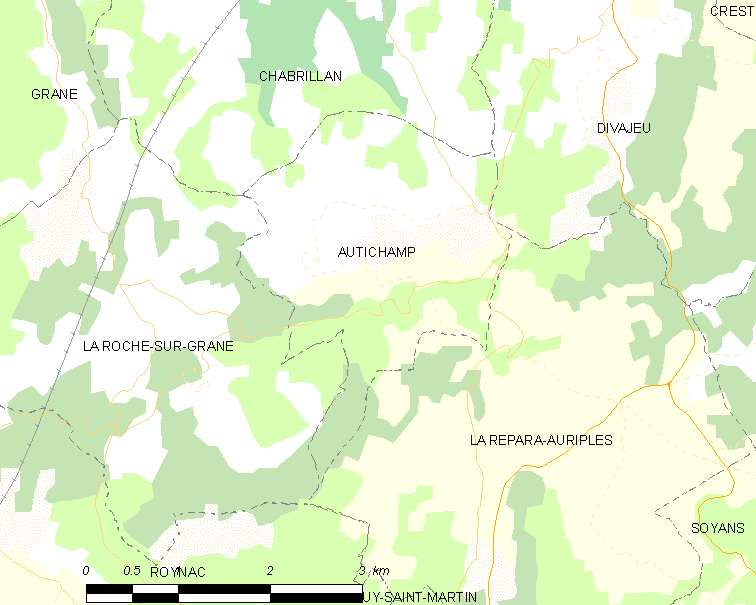
欧蒂尚的OSM定位图

欧蒂尚的时区为UTC+01:00、UTC+02:00（夏令时）。

## 行政
欧蒂尚的邮政编码为26400，INSEE市镇编码为26021。

## 政治
欧蒂尚所属的省级选区为克雷县。

## 人口

1962-2008年间欧蒂尚人口变化图示

欧蒂尚于2022年1月1日时的人口数量为152人。